# I maghi di Waverly: The Movie
I maghi di Waverly: The Movie è un film per la televisione mandato in onda negli Stati Uniti il 28 agosto 2009. È basato sulla serie I maghi di Waverly e ne riconferma il cast principale.

## Trama
La famiglia Russo sta per partire in vacanza a Porto Rico, il luogo in cui Theresa e Jerry si sono incontrati e innamorati. La sera prima della partenza, Alex, che ha deciso di rimanere a casa di Harper anziché andare con la sua famiglia, fruga nella borsa incantata di Justin, dove trova la bacchetta magica di famiglia e il Libro degli Incantesimi Proibiti. Dopo essere stata scoperta, restituisce la bacchetta, ma non il libro. La stessa sera, Alex e Harper tentano di andare di nascosto ad una festa stregando il vagone della metropolitana della paninoteca ma il piano non funziona e Alex per punizione dovrà andare a Porto Rico.
A causa del comportamento della ragazza, la madre proibisce ai figli per l'intera vacanza di utilizzare la magia. Tuttavia Alex porta con sé il libro e Justin la bacchetta di famiglia.
Durante una delle escursioni la famiglia incontra un ex-mago di nome Archie e il suo pappagallo Giselle, il quale afferma di sapere dove si trova la Pietra dei Sogni. Justin vorrebbe trovarla, ma Jerry glielo vieta, in quanto troppo pericoloso. Durante le lezioni di windsurf Alex si prende una cotta per un ragazzo di nome Javier che la invita a una festa, alla quale la madre non le permette di andare. La ragazza, intanto, scopre che Justin ha portato con sé la bacchetta e lo convince a dargliela per fare un incantesimo ai genitori affinché la lascino andare alla festa. Ma Theresa scopre tutto e la mette in punizione. Così, arrabbiata con la madre, desidera che i suoi genitori non si siano mai incontrati. In quel preciso istante la magia si realizza. Alex chiede aiuto a Justin ma la bacchetta e il libro sono spariti dalla stanza. Justin, Alex e Max parlano con il loro padre Jerry, che non si ricorda di loro, ma informa loro che dopo un incantesimo del genere i figli scompariranno entro 48 ore se non riusciranno a far tornare la memoria ai genitori. Alex e Justin decidono di andare da Archie, un ex-mago che ha perso la sfida di famiglia e che ora lavora come illusionista, perché pare che possieda la mappa per trovare la Pietra dei Sogni, che riesce ad esaudire ogni desiderio. Nel frattempo, Max cerca di far incontrare e innamorare di nuovo i suoi genitori.
Archie si rivela un impostore: ruba la Pietra dei Sogni ai due fratelli per far tornare la sua pappagallina Giselle nella sua vera natura, sua sorella che fu maledetta anni prima. Quando Alex e Justin escono dalla grotta dove si trovava la Pietra incontrano Max, Jerry e Theresa. Questi ultimi, anche se non ricordano nulla della loro famiglia, decidono di credere ai ragazzi. Ma proprio in quel momento Max scompare, così Jerry decide di disputare la gara di magia prematuramente: il mago di famiglia può spezzare l'incantesimo. Nel frattempo Theresa chiede a Giselle la Pietra, ma lei non vuole cederla, così la donna la ruba e la ragazza torna ad essere un pappagallo.
Alex vince la gara di magia, e anche Justin scompare; la ragazza tenta alcuni incantesimi ma non accade nulla. Quando Alex e Jerry credono che non ci sia più nulla da fare, Theresa arriva con la Pietra, e tutto torna alla normalità.

## Produzione
Le riprese, durate 6 settimane, sono iniziate a Porto Rico il 15 febbraio 2009 e concluse a New York.
Il film si differenzia dalla serie, oltre per una trama più complessa, anche per la qualità delle immagini e dell'uso di molti effetti speciali.

## Promozione
Un teaser trailer del film è andato in onda il 17 giugno 2009 su Disney Channel.

## Distribuzione
Il film è stato mandato in onda in prima visione negli USA il 28 agosto 2009. In Italia, invece, è stato trasmesso il 30 ottobre 2009 su Disney Channel Italia e in chiaro su Italia 1 il 6 gennaio 2010.

## Cast
- Selena Gomez: Alex Russo
- David Henrie: Justin Russo
- Jake T. Austin: Max Russo
- Maria Canals Barrera: Theresa Russo
- David DeLuise: Jerry Russo
- Steve Valentine: Archie
- Xavier Torres: Javier
- Jennifer Alden: Giselle
- Jennifer Stone: Harper Finkle
- Jazmín Caratini: Bartender
- Marise Alvarez: Greeter
- Gabriela Alejandra: Rosario

## Colonna sonora
Tommy2.net ha dichiarato che la colonna sonora de I Maghi di Waverly è stata pubblicata il 4 agosto 2009, ed ha le tracce tratte dalle 2 stagioni e dal film. Fra questi vi è il singolo di Selena Gomez "Magic" e comprende artisti come Mitchel Musso, Aly e Aj, Honor Society e molti altri.

## Merchandising
La Disney ha pubblicato un libro sulla storia a sostegno del film.

## Sequel
Il 4 giugno 2010 è stato annunciato un sequel per questo film, ma successivamente il progetto fu accantonato. Il 27 settembre 2012 è stato però annunciato che il progetto sarebbe stato prodotto come uno speciale televisivo ambientato in Italia, intitolato Il ritorno dei maghi - Alex contro Alex.